# Occult Classic
Occult Classic è il primo album in studio realizzato dal disc jockey e produttore discografico statunitense Kill the Noise.
In un'intervista con Elias Leigh di Billboard, Stanczak ha spiegato l'inizio della produzione dell'album , affermando:

## Tracce
1. Kill It 4 the Kids (feat. AWOLNATION, Rock City)
2. FUK UR MGMT
3. Mine (feat. Bryn Christopher)
4. I Do Coke (con Feed Me)
5. Without a Trace (feat. Stalking Gia)
6. Louder (con Tommy Trash) (feat. Rock City)
7. Dolphin on Wheels (con Dillon Francis)
8. Lose Ya Love
9. Spitfire Riddim (con Madsonik) (feat. twoton)
10. All in My Head (feat. AWOLNATION)